# Pomphale setosipennis
Pomphale setosipennis är en stekelart som beskrevs av Hayat och Zeya 1992. Pomphale setosipennis ingår i släktet Pomphale och familjen finglanssteklar. Inga underarter finns listade i Catalogue of Life.